# 羅索峰
46°6′54.4″N 8°6′35.9″E / 46.115111°N 8.109972°E
羅索峰（義大利語：Cima del Rosso），是歐洲的山峰，位於意大利和瑞士接壤的邊境，屬於本寧阿爾卑斯山脈的一部分，海拔高度2,624米，每年平均降雨量2,221毫米。